# 에릭 메히아
에릭 아우구스토 메히야(스페인어: Erick Augusto Mejia, 1994년 11월 9일 ~ )는 MLB 캔자스시티 로열스 소속 도미니카 공화국의 야구선수이다.

## 선수 경력

### 시애틀 매리너스 시절
2012년 6월 30일에 메이야는 시애틀 매리너스와 국제자유계약을 맺었다. 2013년부터 2015년까지 시애틀 매리너스 산하 마이너리그 팀에서 경기를 나갔다.

### 로스앤젤레스 다저스 시절
2016년 1월 12일에 로스앤젤레스 다저스소속 투수 조 윌랜드와 트레이드 되었다.

### 캔자스시티 로열스
2018년 1월 4일에 LA 다저스는 그와 트레버 오크스를 캔자스시티 로열스로, 루이스 아빌란은 시카고 화이트삭스로 보내고 캔자스시티 소속 스콧 알렉산더와 시카고 소속 잭 피터를 받는 트레이드를 통해 캔자스시티 로열스로 이적했다. 메이야는 2018년 시즌 더블A 노스웨스트 아칸소 내추럴에서 뛰며 타율 .263, 홈런 5개, 59타점을 기록했다. 2019년에는 트리플A로 올라와 오마하 스톰 체이서소속으로 뛰며 타율 .271, 홈런 7개, 63타점을 기록했다.
2019년 9월 3일에 메이저 리그로 콜업되었다. 디트로이드 타이거즈 상대로 9월 5일에 메이저리그에 데뷔했다. 2019년 12월 2일에 메히야는 논텐더 방출당하며 자유계약선수 신분이 되었지만, 12월 17일 캔자스시티와 마이너리그 재계약을 했다.
2020년에는 메이저리그에 총 8경기 출전해  타율 .071, 훔런 0개, 0타점을 기록하며 부진했고 다시 논텐더 방출대상자에 올랐다. 12월 21일에 다시 마이너리그 재계약을 했다.

## 국제 대회
2020년 하계 올림픽 야구에 도미카 공화국 야구 국가대표팀 소속으로 참가했다. 도미니카 공화국이 동메달 결정전에서 대한민국을 상대로 승리하며 동메달을 획득했다. 대회 종료 후 2020년 도쿄 올 올림픽 팀 3루수에 선정되었다.

## 통산 기록
| 연도 | 팀명  | 타율  | 경기 | 타수 | 득점 | 안타 | 2루타 | 3루타 | 홈런 | 루타 | 타점 | 도루 | 도실 | 볼넷 | 사구 | 삼진 | 병살 | 실책 |
| ---- | ----- | ----- | ---- | ---- | ---- | ---- | ----- | ----- | ---- | ---- | ---- | ---- | ---- | ---- | ---- | ---- | ---- | ---- |
| 2019 | KC    | 0.227 | 9    | 22   | 3    | 5    | 1     | 0     | 0    | 6    | 4    | 0    | 0    | 4    | 0    | 7    | 1    | 0    |
| 2020 | KC    | 0.071 | 8    | 14   | 1    | 1    | 1     | 0     | 0    | 2    | 0    | 1    | 0    | 0    | 0    | 7    | 0    | 1    |
| 통산 | 2시즌 | 0.167 | 17   | 36   | 4    | 6    | 2     | 0     | 0    | 8    | 4    | 1    | 0    | 4    | 0    | 14   | 1    | 1    |